# Kaysersberg-Vignoble
Kaysersberg-Vignoble – gmina we Francji, w regionie Grand Est, w departamencie Górny Ren. W 2013 roku liczba ludności wynosiła 4634 mieszkańców. 
Gmina została utworzona 1 stycznia 2016 roku z połączenia trzech ówczesnych gmin: Kaysersberg, Kientzheim oraz Sigolsheim. Siedzibą gminy została miejscowość Kaysersberg.